# Grigory Gluckmann
Grigorij Efimovic Glikman, conegut com a Grigory Gluckmann o Grégory Gluckmanb, (Vítsiebsk, Belarús, 25 d'octubre del 1898 — Los Angeles, Estats Units, 1973) va ser un pintor, il·lustrador i litògraf rus. Va estudiar a l'Escola de Belles Arts de Moscou; després va viure a Florència, a París i posteriorment als Estats Units, on es va instal·lar definitivament. La seva obra es va especialitzar en nus, escenes de gènere, i retrats de personatges de la vida parisenca. L'artista va donar continuïtat a la tècnica que havia après durant la seva formació moscovita: el treball sobre taula i aplicar diverses capes de pintura, una després que assecava l'altra, la qual cosa li va permetre aconseguir veladures de colors vius i suggeridors.